# داهومی (فیلم)
داهومی (انگلیسی: Dahomey) فیلم مستند محصول ۲۰۲۴ به کارگردانی ماتی دیوپ است. این فیلم ۲۶ گنجینهٔ سلطنتی از پادشاهی داهومی (در بنین امروزی) را شرح می‌کند که در موزه‌ای در فرانسه نگهداری می‌شد. این فیلم به بررسی چگونگی بازگرداندن آثار از فرانسه به بنین و واکنش مردم بنین می‌پردازد.
این فیلم محصول مشترک بین‌المللی شرکت‌هایی در فرانسه، سنگال و بنین بود. این فیلم در بخش رقابت اصلی هفتاد و چهارمین جشنواره بین‌المللی فیلم برلین به نمایش درآمد، و در آن‌جا برنده جایزه برتر جشنواره، یعنی خرس طلایی شد. این فیلم همچنین نامزد جایزه فیلم مستند برلیناله شد.
این فیلم قرار است در ۲۵ سپتامبر ۲۰۲۴ در سینماهای فرانسه  منتشر شود.